# 沙漠科技
沙漠科技（簡稱DT）是美國一家位於猶他州西瓦利城的槍械製造公司。原名為沙漠戰術武器（英語：Desert Tactical Arms），於2013年更為現名。該公司主要生產各式犢牛式槍械。

## 歷史
Nick Young於2007年5月成立沙漠戰術武器，並於2008年推出公司首款產品──隱形偵察兵狙擊步槍（Stealth Recon Scout，簡稱SRS）。同年，SRS被喬治亞內政部採用。2010年，沙漠戰術武器推出了SRS的隱蔽型──SRS Covert，同年，SRS也贏得了美國陸軍的「可組態增程狙擊步槍（英語：Configurable Extended Range Sniper Rifle，簡稱CERSR）」。翌年，SRS完成了美國陸軍的「精確狙擊步槍（英語：Precision Sniper Rifle，簡稱PSR）」測試。後來，沙漠戰術武器推出了硬目標攔截狙擊步槍（Hard Target Interdiction，簡稱HTI），並把本來的SRS系列升級成A1版本，SRS亦被沙特阿拉伯皇家衛隊及泰國皇家警察採用。於2013年，公司更名為沙漠科技。2015年，沙漠科技推出了TRASOL──運行在iOS及Android系統上的彈道計算機，同年，立陶宛武裝部隊及捷克共和國國防部皆採用了SRS-A1及HTI。2016年，沙漠科技推出了其第一款戰鬥步槍──微動力步槍（Micro Dynamic Rifle，簡稱MDR）。
2018年，沙漠科技的最新產品微動力步槍出現嚴重的可靠性問題，但沙漠科技與社群合作解決問題的處理方式在美國的射擊社群獲得了極正面的評價。

## 產品特點
沙漠科技的產品皆為犢牛式槍械，因此能以較小的尺寸提供與其他相似產品同樣的性能。同時，沙漠科技的槍械皆以其便利的口徑轉換方式而聞名。

## 產品
- 硬目標攔截狙擊步槍
- 隱形偵察兵狙擊步槍
- 微動力步槍
- TRASOL彈道計算機
- DTSS（Desert Tech Sound Suppressor，沙漠科技抑制器）

## 資料來源
1. ↑  . AmmoLand.com. 2013-12-17  [2019-09-02]. （原始内容存档于2019-09-02） （美国英语）.
2. ↑  . deserttech.com.   [2019-09-03]. （原始内容存档于2019-09-03）.
3. ↑  . deserttech.com.   [2019-09-03]. （原始内容存档于2019-08-30）.